# 特色ある入学者選抜
特色ある入学者選抜（とくしょくあるにゅうがくしゃせんばつ。通称:特色化選抜）とは千葉県内の全公立高等学校で行われていた選抜方式の名称。特化（とっか）とも呼ばれた。

## 特色化選抜の概要
- 学校独自問題の出題や適性検査、作文、面接などの選抜方法を各学校が自由に選択し、選抜枠も入学者定員の50%を上限に自由に設定できた。さらに内申書のK1:K2の値も自由に設定できた。
  - 例：
    - 幕張総合-小論文or適性検査,K1:K2=1:1
    - 県立千葉-学校独自問題,K1:K2=1:1

## 沿革
- 岐阜県で先に実施された特色化選抜に追うように導入された。
- かつて千葉県内公立高校においても推薦入試を行う学校が多く存在したが導入に伴って完全に特色化選抜にとって代わられた。
- 平成22年特色化選抜を以って現状の制度は廃止になり、平成23年度から「前期選抜」「後期選抜」の一般入試が実施されていたが、令和2年度を以って廃止され、令和3年度からは一本化された。